# Lecktuch

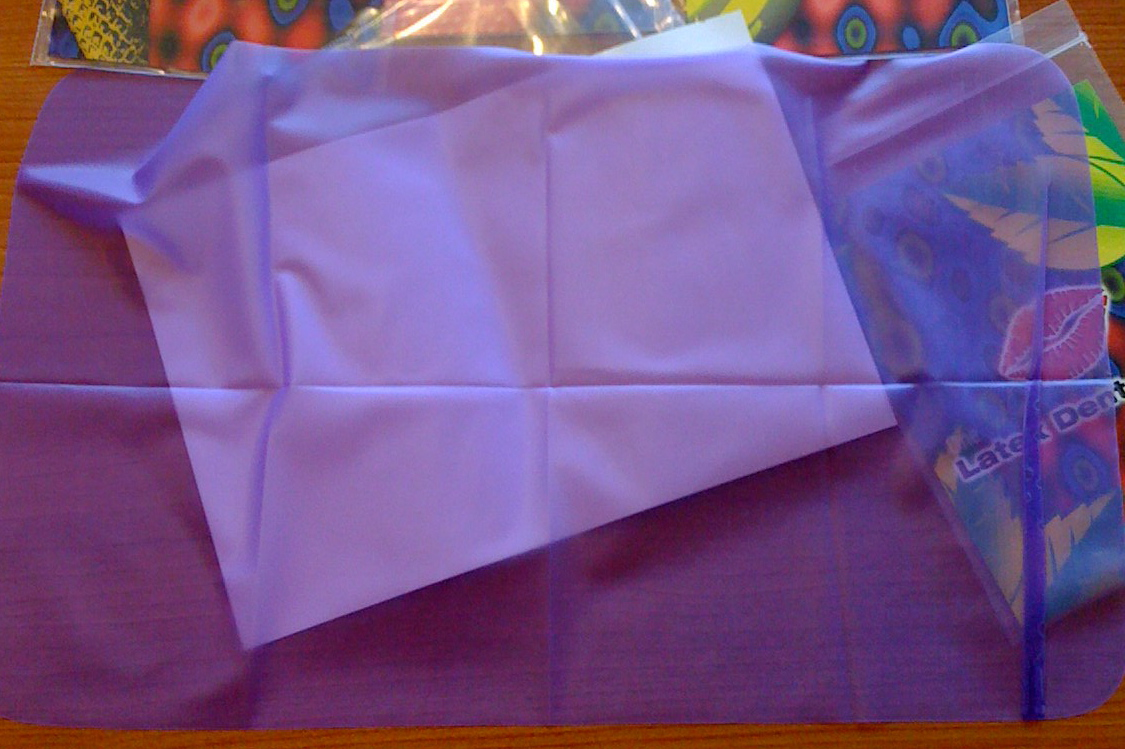
Kommerzielles Lecktuch

Als Lecktuch (auch Kofferdam, Oralschutztuch; engl. dental dam) wird eine Folie bezeichnet, die beim Sex auf die Vulva oder den Anus von Sexualpartnern gelegt wird, um sich beim Oralverkehr vor der Übertragung von krankheitsauslösenden Keimen zu schützen. Das Ansteckungsrisiko für sexuell übertragbare Erkrankungen wird durch diese Barriere deutlich vermindert. Beim Cunnilingus verhindert das Lecktuch eine Aufnahme von Scheidenflüssigkeit und Menstruationssekreten und auch in umgekehrter Richtung von z. B. Herpesviren von Mund oder Lippe auf den Genitalbereich. Auch für den oralen Analverkehr (Anilingus) sind Lecktücher für beide Personen eine wichtige Schutzmaßnahme im Sinne von Safer Sex, da bei oroanalen Kontakten (Anilingus) ohne Flüssigkeitsbarrieren neben HIV (im Fall von Wunden im Mundraum), HPV, Herpes und Hepatitis „aktive“ (leckende) Partner zusätzlichen Infektionsrisiken durch potentielle Aufnahme von Krankheitserregern aus der Darmflora (z. B. durch Hepatitis A, Darmparasiten oder Darmbakterien) ausgesetzt sind.

## Einsatz
Das Lecktuch wird für einen besseren Halt auf der der Vulva oder dem Anus zugewandten Seite mit einem für Latexprodukte geeigneten Gleitmittel benetzt und über die Vulva oder den Analbereich ausgebreitet.
Als Alternative werden auch aufgeschnittene Kondome, Gummitücher oder reißfeste Haushaltsfolie benutzt.
Während aufgeschnittene Kondome eine gute Sicherheit bieten und diese selbstgemachten Lecktücher auch von Ärzteorganisationen empfohlen werden, gibt es zur Sicherheit eines Gebrauchs von Haushaltsfolien keine Studien. Man muss von Anwendungsrisiken ausgehen, da diese Folien für Erreger erheblich durchlässiger sein können und die Reißfestigkeit fraglich ist. Schneidet man ein Lecktuch selbst aus einem Kondom zu, sollte ein Kondom ohne Spermizid- oder Gleitmittelbeschichtung gewählt werden.
Ein solches „Tuch“ wird somit als Oralsex-Äquivalent für ein Kondom verwendet, wodurch allerdings geruchliche und geschmackliche Wahrnehmungen unterbunden und fühlbare Empfindungen beeinträchtigt werden.